# Шорніков Олександр Михайлович
Олександр Михайлович Шорніков — гірник очисного вибою шахти «Глибока» державного акціонерного товариства «Шахтоуправління „Донбас“» (місто Донецьк).
Нагороджений Почесною відзнакою Президента України указом Президента України Леоніда Кучми 21 серпня 1996 року «за значний особистий внесок у розвиток вугільної промисловості, підвищення ефективності виробництва, високий професіоналізм».
Нагороджений орденом «За заслуги» II ступеня указом Президента України Леоніда Кучми 26 серпня 1999 року «за значний особистий внесок у розвиток вугільної промисловості, багаторічну сумлінну працю».